# Marcus Boldemann
Marcus Boldemann, född 20 april 1950 i Nacka församling i Stockholms län, är en svensk musikjournalist och kompositör.
Boldemann är son till tonsättaren Laci Boldemann och författaren Karin Boldemann, ogift Katz, samt yngre bror till forskaren Cecilia Boldemann. Han är också sonsons son till sångpedagogen Lina Boldemann och dottersons son till författaren Arvid Järnefelt. 
Marcus Boldemann har studerat litteraturvetenskap vid Stockholms universitet, TV-operaproduktion vid IMDT i Wien 1970–1972 och elektronmusik vid Stiftelsen elektronmusikstudion (EMS) 1970–1971. Han var musiktekniker vid Sveriges Radio 1969–1970 och är journalist och musikkritiker vid Dagens Nyheter sedan 1972. Han har komponerat elektronmusikverken Fjäril och Dyol Knip (1971).
Han är sedan 1994 gift med läkaren Susanne Hellström (född 1958), dotter till överste Georg Hellström och Barbro, ogift Lannås.